# Leopold Berchtold
Leopold Anton Zygmunt Józef Korsinus Ferdynand Graf Berchtold, niem.Graf Leopold Anton Johann Sigismund Josef Korsinus Ferdinand Berchtold von und zu Ungarschitz, Frättling, und Püllütz, węg. Gróf Berchtold Lipót (ur. 18 kwietnia 1863 w Wiedniu, zm. 21 listopada 1942 w Peresznye w komitacie Vas) – austriacki dyplomata i polityk, minister spraw zagranicznych Austro-Węgier w latach 1912–1915.

## Zarys biografii
Urodzony w 1863, był uważany za jednego z najbogatszych arystokratów austriackich. Posiadał wielkie obszary ziemskie na Węgrzech i Morawach. Dołączył do korpusu dyplomatycznego monarchii austro-węgierskiej w 1893. Bardzo szybko piął się po szczeblach kariery. Już w 1906 został ambasadorem w Petersburgu, gdzie pełnił obowiązki do 1911.
Po powrocie do Wiednia został powołany w 1912 przez cesarza Franciszka Józefa I na urząd ministra spraw zagranicznych. W czasie wojen bałkańskich był gorącym zwolennikiem konfliktu z Serbią. Po dymisji wycofał się z czynnego życia politycznego. Zmarł na Węgrzech i został pochowany w grobie rodzinnym na zamku Buchlov (Buchlovice) na Morawach.

## Odznaczenia
Odznaczenia Berchtold to między innymi:
- Order Złotego Runa
- Krzyż Wielki Orderu Świętego Stefana
- Krzyż Wielki Orderu Leopolda w brylantach
- Medal Jubileuszowy Pamiątkowy dla Sił Zbrojnych i Żandarmerii
- Medal Jubileuszowy Pamiątkowy dla Cywilnych Funkcjonariuszów Państwowych
- Krzyż Jubileuszowy dla Cywilnych Funkcjonariuszów Państwowych
- Kawaler Honoru i Dewocji (Zakon Maltański)
- Order Świętego Aleksandra Newskiego (Imperium Rosyjskie)
- Order Orła Czarnego (Prusy)
- Order Annuncjaty (Włochy)
- Order Korony Rucianej (Saksonia)
- Krzyż Wielki Orderu Karola I (Rumunia)
- Wielki Oficer Orderu Gwiazdy Rumunii z gwiazdą (Rumunia)
- Krzyż Wielki Orderu Świętego Aleksandra w brylantach (Bułgaria)
- Krzyż Wielki Orderu Daniły I (Czarnogóra)
- Krzyż Zasługi Orderu Domowego Schaumburg-Lippe (Schaumburg-Lippe)
- Krzyż Wielki Orderu Świętego Karola (Monako)
- Kawaler Legii Honorowej (Francja)